# Studenec (Čelechovice na Hané)
Studenec je vesnice v okrese Prostějov, část obce Čelechovice na Hané.

## Historie
První dochovaná písemná zmínka o Studenci pochází z roku 1141, kdy se uvádí, že olomoucká metropolitní kapitula vlastní ve Studenci tři popluží. Od roku 1274 až do roku 1848 patřily příjmy ze zdejších poddaných kapitulnímu vikáři v Olomouci. Menší část vesnice patřila od 14. století drobné hanácké šlechtě. Majitelé se střídali, až ke konci 16. století získala i tento díl olomoucká kapitula. Studenec se vyvíjel jako samostatná obec. V roce 1950 bylo rozhodnuto o sloučení obce Studenec s Čelechovicemi a od 1. 1. 1951 tvoří tyto vesnice jeden politický a hospodářský celek s názvem Čelechovice na Hané.
Dříve se mu také říkalo Studený důl.

## Obyvatelstvo

### Struktura
Vývoj počtu obyvatel za celou obec i za jeho jednotlivé části uvádí tabulka níže, ve které se zobrazuje i příslušnost jednotlivých částí k obci či následné odtržení.
| Místní části   | Místní části  | 1869 | 1880 | 1890 | 1900 | 1910 | 1921 | 1930 | 1950 | 1961 | 1970 | 1980 | 1991 | 2001 | 2011 |
| -------------- | ------------- | ---- | ---- | ---- | ---- | ---- | ---- | ---- | ---- | ---- | ---- | ---- | ---- | ---- | ---- |
| Počet obyvatel | část Studenec | 217  | 258  | 257  | 266  | 254  | 239  | 210  | 183  | 200  | 199  | 165  | 137  | 154  | 158  |
| Počet domů     | část Studenec | 34   | 39   | 39   | 42   | 43   | 44   | 47   | 50   | 0    | 54   | 47   | 55   | 55   | 57   |

## Fotogalerie

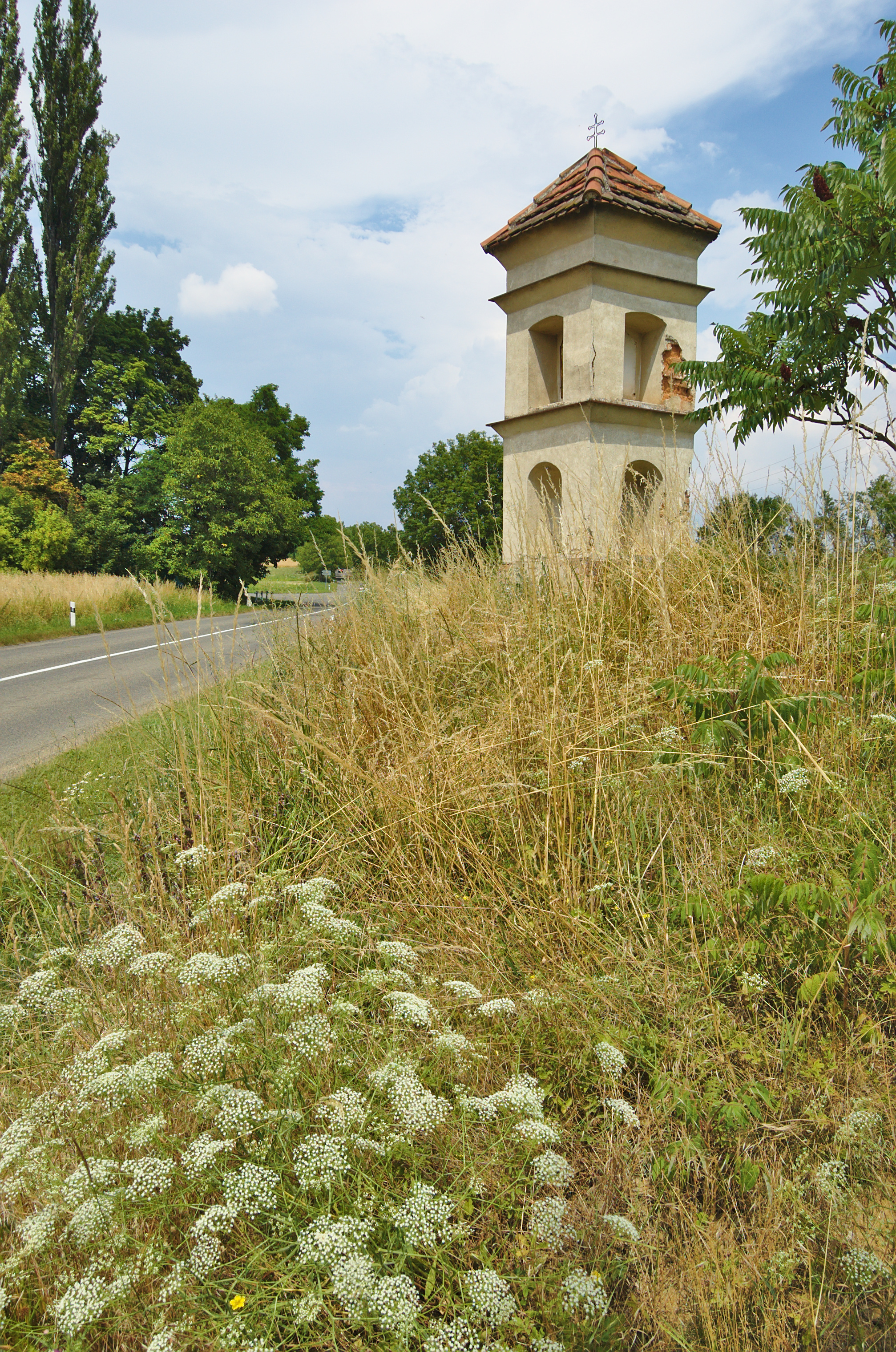
Boží muka mezi obcemi Čelechovice na Hané, Studenec a Smržice

## Osobnosti
- Josef Opletal (1863–1953), český lesník